# Ad fundum (cantus)
Ad fundum is een term die zijn oorsprong vindt in de studentenfolklore die de hoeveelheid aangeeft die gedronken moet worden. Het is studentikoos Neolatijn voor tot op de bodem: het in één teug ledigen of achteroverslaan van een glas alcoholische drank (meestal bier).

## Ad fundum als studentenritueel
Een ad fundum is een belangrijk onderdeel van een studententraditie, de cantus (georganiseerd drinkgelag). Aan een ad fundum zijn bij zulke gelegenheden (bij een deel van de studentengezelschappen) nogal wat formaliteiten verbonden. Voordat een student de ad fundum drinkt, moet hij proosten op de gezondheid van de aanwezigen. Dit moet gebeuren met de formule: “Prosit senior (voorzitter), prosit prosenior(es) (meervoud of enkelvoud naargelang deze aanwezig zijn), prosit peter/meter (als die aanwezig is), prosit corona (het publiek), ad fundum!”. Na het drinken van de ad fundum heft de drinker het glas naar de senior en de corona.

## Verspreiding
De term "ad fundum" heeft naast het gebruik in de studentenwereld ook zijn weg gevonden naar het gewone taalgebruik in Vlaanderen.
Ook in Nederland heeft de term ingang gevonden. Ook is het werkwoord ‘atten’ (het in één keer achterover slaan van een glas bier) ervan afgeleid.